# Krucifix (Dubečno)
Krucifix stojí na návsi v Dubečnu, v bezprostřední blízkosti autobusové zastávky. Jedná se o barokní kamenickou práci z pískovce z roku 1763. Od 31. prosince 1969 je kulturní památkou.

## Historie a popis
Barokní pískovcový sloup s křížem na obecní návsi v Dubečnu je typickou ukázkou kamenické práce. Vztyčen byl roku 1732. Křížem je otočen směrem na jih. Stojí na čtyřbokém soklu s výraznou profilací při horním obvodu, před nímž leží dva pískovcové kvádrové stupně. Na čelní straně je umístěn v horních rozích vykrojený obloun s mušlí. V rámu se nachází reliéf Panny Marie Bolestné, která má sepjaté ruce a k srdci z horní části směřující meč.
Horní díl tvoří římsovitá čtyřboká hlavice s čelní kartuší. V ní je společně s horní částí středního dílu zasazen držák k umístění svítilny. Nahoře leží další soklík, jenž má ústupek a obloun na všech stranách. Kříž, zvednutý fabionem, má pravoúhlé zakončení břeven s patkou do tří stran. Zesílená pata kříže se opírá o krychlový plint. Bederní rouška Krista je vyvedena v silně stylizované podobě. Sloup je obehnán dřevěnou ohrádkou se šesti osmibokými pískovcovými sloupky.